# Liga Światowa w Piłce Siatkowej 1996
Liga Światowa w Piłce Siatkowej 1996 (ang. 1996 FIVB Volleyball World League) – 7. edycja międzynarodowego turnieju siatkarskiego zorganizowanego przez Międzynarodową Federację Piłki Siatkowej (FIVB) dla 11 narodowych reprezentacji.
Rywalizacja składała się z dwóch faz: fazy interkontynentalnej oraz turnieju finałowego. Faza interkontynentalna trwała od 10 maja do 16 czerwca. Turniej finałowy rozegrany został w dniach 24-29 czerwca w hali Ahoy w Rotterdamie w Holandii.
Zwycięzcą Ligi Światowej 1996 została po raz pierwszy reprezentacja Holandii, która w finale pokonała reprezentację Włoch. Brązowy medal zdobyła reprezentacja Rosji. MVP turnieju został Włoch Lorenzo Bernardi.
W rozgrywkach zadebiutowała reprezentacja Argentyny. Chiny natomiast po raz pierwszy zakwalifikowały się do turnieju finałowego.

## System rozgrywek
Liga Światowa 1996 składała się z dwóch faz: fazy interkontynentalnej oraz turnieju finałowego.
W fazie interkontynentalnej drużyny rozmieszczone zostały w trzech grupach na podstawie klucza geograficznego. W Grupie Zachodniej znalazły się: Argentyna, Brazylia, Hiszpania oraz Kuba, w Grupie Centralnej: Bułgaria, Grecja, Grecji oraz Włoch, natomiast w Grupie Wschodniej: Chiny, Japonia oraz Rosja. Drużyny z Grupy Zachodniej i Centralnej rozegrały między sobą po cztery spotkania, natomiast zespoły z Grupy Wschodniej po sześć spotkań. Do turnieju finałowego oprócz gospodarza awans uzyskali zwycięzcy grup oraz dwa najlepsze zespoły z drugich miejsc.
Turniej finałowy składał się z: fazy play-off, meczu o 3. miejsce oraz finału. W fazie play-off drużyny rozegrały między sobą po jednym spotkaniu, nie odbywały się jednak mecze pomiędzy reprezentacjami, które znajdowały się w tej samej grupie w fazie interkontynentalnej. Dwie najlepsze reprezentacje zagrały w finale, natomiast drużyny z miejsc 3-4 rozegrały mecz o 3. miejsce.

## Uczestnicy
| Grupa A                           | Grupa B                         | Grupa C             |
| --------------------------------- | ------------------------------- | ------------------- |
| Argentyna Brazylia Kuba Hiszpania | Bułgaria Grecja Włochy Holandia | Chiny Japonia Rosja |

## Faza interkontynentalna
Wszystkie godziny według czasu lokalnego.

### Grupa A (Grupa Zachodnia)

#### Tabela
| Lp. | Drużyna   | Pkt | Mecze | Mecze | Mecze | Sety | Sety | Sety  | Małe punkty | Małe punkty | Małe punkty |
| Lp. | Drużyna   | Pkt | M     | W     | P     | wyg. | prz. | ratio | zdob.       | str.        | ratio       |
| --- | --------- | --- | ----- | ----- | ----- | ---- | ---- | ----- | ----------- | ----------- | ----------- |
| 1   | Brazylia  | 22  | 12    | 10    | 2     | 34   | 13   | 2.615 | 653         | 511         | 1.278       |
| 2   | Kuba      | 18  | 12    | 6     | 6     | 24   | 24   | 1.000 | 615         | 586         | 1.049       |
| 3   | Argentyna | 16  | 12    | 4     | 8     | 22   | 26   | 0.846 | 556         | 597         | 0.931       |
| 4   | Hiszpania | 16  | 12    | 4     | 8     | 13   | 30   | 0.433 | 455         | 585         | 0.778       |

Źródło: FIVB (ang.)
Zasady ustalania kolejności: 1. liczba zdobytych punktów; 2. wyższy stosunek setów; 3. wyższy stosunek małych punktów.
Punktacja: zwycięstwo – 2 pkt; porażka – 1 pkt
     Awans do turnieju finałowego

#### 1. kolejka
- Miejsce spotkań: Palacio Municipal de Deportes San Pablo, Sewilla / Hawana

| Data       | Godz. | Drużyna 1 | Wynik | Drużyna 2 | 1     | 2     | 3    | 4     | 5     | Razem | Czas    | Widzów | *    |
| ---------- | ----- | --------- | ----- | --------- | ----- | ----- | ---- | ----- | ----- | ----- | ------- | ------ | ---- |
| 10.05.1996 | 19:00 | Hiszpania | 0:3   | Brazylia  | 13:15 | 4:15  | 8:15 |       |       | 25:45 | 103 min | 5000   | opis |
| 12.05.1996 | 12:00 | Hiszpania | 3:2   | Brazylia  | 12:15 | 15:10 | 5:15 | 15:12 | 15:10 | 62:62 | 158 min | 6100   | opis |
|            |       |           |       |           |       |       |      |       |       |       |         |        |      |
| 10.05.1996 |       | Kuba      | 3:1   | Argentyna | 15:17 | 15:7  | 15:4 | 15:9  |       | 60:37 | 111 min | 7000   |      |
| 11.05.1996 |       | Kuba      | 3:1   | Argentyna | 15:6  | 13:15 | 15:9 | 15:12 |       | 58:42 | 122 min | 7000   |      |

#### 2. kolejka
- Miejsce spotkań: Valladolid (17 maja), Palencia (19 maja) / Hawana

| Data       | Godz. | Drużyna 1 | Wynik | Drużyna 2 | 1     | 2     | 3     | 4     | 5     | Razem | Czas    | Widzów | *    |
| ---------- | ----- | --------- | ----- | --------- | ----- | ----- | ----- | ----- | ----- | ----- | ------- | ------ | ---- |
| 17.05.1996 | 19:00 | Hiszpania | 3:2   | Argentyna | 6:15  | 2:15  | 15:6  | 15:11 | 15:12 | 53:59 | 131 min | 6000   | opis |
| 19.05.1996 | 12:00 | Hiszpania | 0:3   | Argentyna | 5:15  | 9:15  | 12:15 |       |       | 26:45 | 105 min | 4000   | opis |
|            |       |           |       |           |       |       |       |       |       |       |         |        |      |
| 17.05.1996 | 20:40 | Kuba      | 3:2   | Brazylia  | 15:11 | 12:15 | 15:6  | 10:15 | 15:12 | 67:59 | 155 min | 14000  | opis |
| 18.05.1996 | 20:40 | Kuba      | 2:3   | Brazylia  | 15:11 | 7:15  | 14:16 | 15:13 | 13:15 | 64:70 | 151 min | 10500  |      |

#### 3. kolejka
- Miejsce spotkań: Hawana / Buenos Aires

| Data       | Godz. | Drużyna 1 | Wynik | Drużyna 2 | 1     | 2     | 3    | 4     | 5     | Razem | Czas    | Widzów | *    |
| ---------- | ----- | --------- | ----- | --------- | ----- | ----- | ---- | ----- | ----- | ----- | ------- | ------ | ---- |
| 24.05.1996 | 20:40 | Kuba      | 3:0   | Hiszpania | 15:6  | 15:13 | 15:9 |       |       | 45:28 | 86 min  | 10500  | opis |
| 25.05.1996 | 20:40 | Kuba      | 2:3   | Hiszpania | 15:7  | 9:15  | 15:3 | 13:15 | 9:15  | 61:55 | 136 min | 7500   | opis |
|            |       |           |       |           |       |       |      |       |       |       |         |        |      |
| 25.05.1996 | 19:00 | Argentyna | 2:3   | Brazylia  | 10:15 | 13:15 | 15:8 | 15:12 | 17:19 | 70:69 | 177 min | 4500   |      |
| 26.05.1996 | 19:00 | Argentyna | 1:3   | Brazylia  | 15:7  | 10:15 | 8:15 | 6:15  |       | 39:52 | 121 min | 4200   |      |

#### 4. kolejka
- Miejsce spotkań: Pabellón Municipal de Deportes, Santa Cruz de Tenerife (31 maja), Centro Insular de Deportes, Las Palmas (2 czerwca) / São Paulo

| Data       | Godz. | Drużyna 1 | Wynik | Drużyna 2 | 1     | 2     | 3     | 4    | 5 | Razem | Czas    | Widzów | *    |
| ---------- | ----- | --------- | ----- | --------- | ----- | ----- | ----- | ---- | - | ----- | ------- | ------ | ---- |
| 31.05.1996 | 19:00 | Hiszpania | 0:3   | Kuba      | 9:15  | 9:15  | 16:17 |      |   | 34:47 | 104 min | 6000   | opis |
| 02.06.1996 | 13:00 | Hiszpania | 3:0   | Kuba      | 15:9  | 16:14 | 15:12 |      |   | 46:35 | 109 min | 3500   | opis |
|            |       |           |       |           |       |       |       |      |   |       |         |        |      |
| 01.06.1996 |       | Brazylia  | 3:1   | Argentyna | 14:16 | 15:9  | 15:7  | 15:4 |   | 59:36 | 120 min | 16000  |      |
| 02.06.1996 |       | Brazylia  | 3:0   | Argentyna | 15:7  | 15:11 | 15:1  |      |   | 45:19 | 74 min  | 15500  | opis |

#### 5. kolejka
- Miejsce spotkań: Neuquén / Rio de Janeiro

| Data       | Godz. | Drużyna 1 | Wynik | Drużyna 2 | 1    | 2     | 3     | 4     | 5 | Razem | Czas    | Widzów | *    |
| ---------- | ----- | --------- | ----- | --------- | ---- | ----- | ----- | ----- | - | ----- | ------- | ------ | ---- |
| 08.06.1996 |       | Argentyna | 3:1   | Hiszpania | 6:15 | 15:8  | 15:11 | 15:12 |   | 51:46 | 128 min | 3200   | opis |
| 09.06.1996 |       | Argentyna | 3:0   | Hiszpania | 15:9 | 15:5  | 15:5  |       |   | 45:19 | 88 min  | 4200   |      |
|            |       |           |       |           |      |       |       |       |   |       |         |        |      |
| 08.06.1996 |       | Brazylia  | 3:0   | Kuba      | 15:6 | 15:12 | 15:10 |       |   | 45:28 | 106 min | 18000  |      |
| 09.06.1996 |       | Brazylia  | 3:1   | Kuba      | 15:7 | 12:15 | 15:6  | 15:12 |   | 57:40 | 137 min | 14000  |      |

#### 6. kolejka
- Miejsce spotkań: ? / Belo Horizonte

| Data       | Godz. | Drużyna 1 | Wynik | Drużyna 2 | 1     | 2     | 3     | 4     | 5     | Razem | Czas    | Widzów | *    |
| ---------- | ----- | --------- | ----- | --------- | ----- | ----- | ----- | ----- | ----- | ----- | ------- | ------ | ---- |
| 15.06.1996 |       | Argentyna | 2:3   | Kuba      | 15:12 | 10:15 | 15:9  | 11:15 | 11:15 | 62:66 | 136 min | 6200   |      |
| 16.06.1996 |       | Argentyna | 3:1   | Kuba      | 15:12 | 15:7  | 6:15  | 15:10 |       | 51:44 | 106 min | 4900   |      |
|            |       |           |       |           |       |       |       |       |       |       |         |        |      |
| 15.06.1996 |       | Brazylia  | 3:0   | Hiszpania | 15:13 | 15:9  | 15:10 |       |       | 45:32 | 129 min | 17000  |      |
| 16.06.1996 |       | Brazylia  | 3:0   | Hiszpania | 15:11 | 15:10 | 15:8  |       |       | 45:29 | 98 min  | 20000  | opis |

### Grupa B (Grupa Centralna)

#### Tabela
| Lp. | Drużyna  | Pkt | Mecze | Mecze | Mecze | Sety | Sety | Sety  | Małe punkty | Małe punkty | Małe punkty |
| Lp. | Drużyna  | Pkt | M     | W     | P     | wyg. | prz. | ratio | zdob.       | str.        | ratio       |
| --- | -------- | --- | ----- | ----- | ----- | ---- | ---- | ----- | ----------- | ----------- | ----------- |
| 1   | Włochy   | 23  | 12    | 11    | 1     | 34   | 10   | 3.400 | 609         | 430         | 1.416       |
| 2   | Holandia | 20  | 12    | 8     | 4     | 28   | 13   | 2.154 | 536         | 415         | 1.292       |
| 3   | Bułgaria | 16  | 12    | 4     | 8     | 17   | 25   | 0.680 | 480         | 528         | 0.909       |
| 4   | Grecja   | 13  | 12    | 1     | 11    | 4    | 35   | 0.114 | 320         | 572         | 0.559       |

Źródło: FIVB (ang.)
Zasady ustalania kolejności: 1. liczba zdobytych punktów; 2. wyższy stosunek setów; 3. wyższy stosunek małych punktów.
Punktacja: zwycięstwo – 2 pkt; porażka – 1 pkt
     Awans do turnieju finałowego

#### 1. kolejka
- Miejsce spotkań: ? / Eindhoven

| Data       | Godz. | Drużyna 1 | Wynik | Drużyna 2 | 1     | 2     | 3     | 4     | 5 | Razem | Czas    | Widzów | * |
| ---------- | ----- | --------- | ----- | --------- | ----- | ----- | ----- | ----- | - | ----- | ------- | ------ | - |
| 10.05.1996 |       | Bułgaria  | 3:0   | Grecja    | 15:13 | 15:3  | 15:4  |       |   | 45:20 | 79 min  | 4500   |   |
| 11.05.1996 |       | Bułgaria  | 3:0   | Grecja    | 15:6  | 15:11 | 15:10 |       |   | 45:27 | 96 min  | 4800   |   |
|            |       |           |       |           |       |       |       |       |   |       |         |        |   |
| 11.05.1996 | 14:00 | Holandia  | 0:3   | Włochy    | 8:15  | 9:15  | 12:15 |       |   | 29:45 | 99 min  | 5000   |   |
| 12.05.1996 |       | Holandia  | 1:3   | Włochy    | 15:7  | 10:15 | 12:15 | 13:15 |   | 50:52 | 166 min | 5500   |   |

#### 2. kolejka
- Miejsce spotkań: Ferrara (17 maja), Wenecja (19 maja) / Larisa

| Data       | Godz. | Drużyna 1 | Wynik | Drużyna 2 | 1     | 2     | 3     | 4     | 5 | Razem | Czas    | Widzów | * |
| ---------- | ----- | --------- | ----- | --------- | ----- | ----- | ----- | ----- | - | ----- | ------- | ------ | - |
| 17.05.1996 | 20:00 | Włochy    | 3:0   | Bułgaria  | 15:9  | 15:7  | 15:5  |       |   | 45:21 | 84 min  | 4000   |   |
| 19.05.1996 | 15:00 | Włochy    | 3:1   | Bułgaria  | 14:16 | 15:9  | 15:11 | 15:10 |   | 59:46 | 143 min | 4500   |   |
|            |       |           |       |           |       |       |       |       |   |       |         |        |   |
| 18.05.1996 | 18:00 | Grecja    | 0:3   | Holandia  | 4:15  | 13:15 | 13:15 |       |   | 30:45 | 84 min  | 4000   |   |
| 19.05.1996 | 15:00 | Grecja    | 1:3   | Holandia  | 10:15 | 10:15 | 15:7  | 2:15  |   | 37:52 | 111 min | 3500   |   |

#### 3. kolejka
- Miejsce spotkań: Sofia / Saloniki

| Data       | Godz. | Drużyna 1 | Wynik | Drużyna 2 | 1     | 2     | 3     | 4 | 5 | Razem | Czas    | Widzów | * |
| ---------- | ----- | --------- | ----- | --------- | ----- | ----- | ----- | - | - | ----- | ------- | ------ | - |
| 24.05.1996 | 18:00 | Bułgaria  | 0:3   | Holandia  | 8:15  | 11:15 | 10:15 |   |   | 29:45 | 81 min  | 4300   |   |
| 25.05.1996 | 18:00 | Bułgaria  | 0:3   | Holandia  | 12:15 | 8:15  | 9:15  |   |   | 29:45 | 100 min | 4000   |   |
|            |       |           |       |           |       |       |       |   |   |       |         |        |   |
| 24.05.1996 | 18:00 | Grecja    | 0:3   | Włochy    | 4:15  | 7:15  | 11:15 |   |   | 22:45 | 80 min  | 2000   |   |
| 25.05.1996 | 15:00 | Grecja    | 0:3   | Włochy    | 10:15 | 11:15 | 8:15  |   |   | 29:45 | 89 min  | 2200   |   |

#### 4. kolejka
- Miejsce spotkań: ? / Sporthallen Zuid, Amsterdam

| Data       | Godz. | Drużyna 1 | Wynik | Drużyna 2 | 1     | 2    | 3     | 4     | 5     | Razem | Czas    | Widzów | *    |
| ---------- | ----- | --------- | ----- | --------- | ----- | ---- | ----- | ----- | ----- | ----- | ------- | ------ | ---- |
| 31.05.1996 |       | Bułgaria  | 3:1   | Włochy    | 15:11 | 15:1 | 13:15 | 15:12 |       | 58:39 | 124 min | 4900   |      |
| 01.06.1996 |       | Bułgaria  | 2:3   | Włochy    | 5:15  | 6:15 | 15:11 | 15:12 | 13:15 | 54:68 | 118 min | 5100   |      |
|            |       |           |       |           |       |      |       |       |       |       |         |        |      |
| 01.06.1996 |       | Holandia  | 3:0   | Grecja    | 15:4  | 15:2 | 15:6  |       |       | 45:12 | 66 min  | 1500   | opis |
| 02.06.1996 |       | Holandia  | 3:0   | Grecja    | 15:12 | 15:4 | 15:6  |       |       | 45:22 | 82 min  | 1500   | opis |

#### 5. kolejka
- Miejsce spotkań: Florencja (7 czerwca), Rzym (8 czerwca) / ?

| Data       | Godz. | Drużyna 1 | Wynik | Drużyna 2 | 1     | 2     | 3     | 4    | 5     | Razem | Czas    | Widzów | *    |
| ---------- | ----- | --------- | ----- | --------- | ----- | ----- | ----- | ---- | ----- | ----- | ------- | ------ | ---- |
| 07.06.1996 |       | Włochy    | 3:1   | Holandia  | 15:4  | 12:15 | 15:10 | 15:2 |       | 57:31 | 133 min | 7500   | opis |
| 08.06.1996 |       | Włochy    | 3:2   | Holandia  | 13:15 | 16:14 | 15:3  | 5:15 | 15:12 | 64:59 | 152 min | 15000  | opis |
|            |       |           |       |           |       |       |       |      |       |       |         |        |      |
| 08.06.1996 |       | Grecja    | 3:2   | Bułgaria  | 10:15 | 0:15  | 15:7  | 15:7 | 27:25 | 67:69 | 126 min | 650    |      |
| 09.06.1996 |       | Grecja    | 0:3   | Bułgaria  | 6:15  | 3:15  | 14:16 |      |       | 23:46 | 84 min  | 600    |      |

#### 6. kolejka
- Miejsce spotkań: ? / ?

| Data       | Godz. | Drużyna 1 | Wynik | Drużyna 2 | 1    | 2    | 3    | 4 | 5 | Razem | Czas   | Widzów | * |
| ---------- | ----- | --------- | ----- | --------- | ---- | ---- | ---- | - | - | ----- | ------ | ------ | - |
| 15.06.1996 |       | Włochy    | 3:0   | Grecja    | 15:6 | 15:3 | 15:6 |   |   | 45:15 | 74 min | 7500   |   |
| 16.06.1996 |       | Włochy    | 3:0   | Grecja    | 15:5 | 15:8 | 15:3 |   |   | 45:16 | 78 min | 6500   |   |
|            |       |           |       |           |      |      |      |   |   |       |        |        |   |
| 15.06.1996 |       | Holandia  | 3:0   | Bułgaria  | 15:6 | 15:4 | 15:7 |   |   | 45:17 | 84 min | 1750   |   |
| 16.06.1996 |       | Holandia  | 3:0   | Bułgaria  | 15:9 | 15:4 | 15:8 |   |   | 45:21 | 72 min | 1750   |   |

### Grupa C (Grupa Wschodnia)

#### Tabela
| Lp. | Drużyna | Pkt | Mecze | Mecze | Mecze | Sety | Sety | Sety  | Małe punkty | Małe punkty | Małe punkty |
| Lp. | Drużyna | Pkt | M     | W     | P     | wyg. | prz. | ratio | zdob.       | str.        | ratio       |
| --- | ------- | --- | ----- | ----- | ----- | ---- | ---- | ----- | ----------- | ----------- | ----------- |
| 1   | Rosja   | 24  | 12    | 12    | 0     | 36   | 7    | 5.143 | 625         | 423         | 1.478       |
| 2   | Chiny   | 15  | 12    | 3     | 9     | 17   | 31   | 0.548 | 525         | 637         | 0.824       |
| 3   | Japonia | 15  | 12    | 3     | 9     | 16   | 31   | 0.516 | 522         | 612         | 0.853       |

Źródło: FIVB (ang.)
Zasady ustalania kolejności: 1. liczba zdobytych punktów; 2. wyższy stosunek setów; 3. wyższy stosunek małych punktów.
Punktacja: zwycięstwo – 2 pkt; porażka – 1 pkt
     Awans do turnieju finałowego

#### 1. kolejka
- Miejsce spotkań: Szanghaj

| Data       | Godz. | Drużyna 1 | Wynik | Drużyna 2 | 1     | 2     | 3     | 4    | 5     | Razem | Czas    | Widzów | * |
| ---------- | ----- | --------- | ----- | --------- | ----- | ----- | ----- | ---- | ----- | ----- | ------- | ------ | - |
| 10.05.1996 |       | Chiny     | 2:3   | Japonia   | 15:10 | 13:15 | 16:14 | 6:15 | 13:15 | 63:69 | 147 min | 4000   |   |
| 11.05.1996 |       | Rosja     | 3:2   | Japonia   | 15:7  | 12:15 | 12:15 | 15:7 | 20:18 | 74:62 | 141 min | 3000   |   |
| 12.05.1996 |       | Chiny     | 0:3   | Rosja     | 8:15  | 7:15  | 9:15  |      |       | 24:45 | 88 min  | 3500   |   |

#### 2. kolejka
- Miejsce spotkań: Moskwa

| Data       | Godz. | Drużyna 1 | Wynik | Drużyna 2 | 1     | 2     | 3    | 4    | 5 | Razem | Czas    | Widzów | * |
| ---------- | ----- | --------- | ----- | --------- | ----- | ----- | ---- | ---- | - | ----- | ------- | ------ | - |
| 17.05.1996 | 18:30 | Rosja     | 3:0   | Japonia   | 17:15 | 15:6  | 15:2 |      |   | 47:23 | 76 min  | 4000   |   |
| 18.05.1996 | 16:00 | Chiny     | 1:3   | Japonia   | 15:11 | 8:15  | 3:15 | 7:15 |   | 33:56 | 119 min | 2000   |   |
| 19.05.1996 | 16:00 | Rosja     | 3:1   | Chiny     | 16:14 | 12:15 | 15:7 | 15:9 |   | 58:45 | 127 min | 4500   |   |

#### 3. kolejka
- Miejsce spotkań: Yamaguchi

| Data       | Godz. | Drużyna 1 | Wynik | Drużyna 2 | 1     | 2     | 3    | 4    | 5 | Razem | Czas    | Widzów | * |
| ---------- | ----- | --------- | ----- | --------- | ----- | ----- | ---- | ---- | - | ----- | ------- | ------ | - |
| 24.05.1996 | 18:30 | Rosja     | 3:0   | Chiny     | 15:12 | 15:7  | 15:8 |      |   | 45:27 | 87 min  | 900    |   |
| 25.05.1996 | 14:00 | Japonia   | 3:1   | Chiny     | 11:15 | 15:12 | 15:4 | 15:4 |   | 56:35 | 106 min | 4200   |   |
| 26.05.1996 | 13:00 | Japonia   | 0:3   | Rosja     | 14:16 | 10:15 | 7:15 |      |   | 31:46 | 111 min | 4200   |   |

#### 4. kolejka
- Miejsce spotkań: ?

| Data       | Godz. | Drużyna 1 | Wynik | Drużyna 2 | 1     | 2    | 3     | 4 | 5 | Razem | Czas   | Widzów | * |
| ---------- | ----- | --------- | ----- | --------- | ----- | ---- | ----- | - | - | ----- | ------ | ------ | - |
| 31.05.1996 |       | Chiny     | 0:3   | Rosja     | 13:15 | 6:15 | 11:15 |   |   | 30:45 | 87 min | 8000   |   |
| 01.06.1996 |       | Japonia   | 0:3   | Rosja     | 11:15 | 6:15 | 4:15  |   |   | 21:45 | 75 min | 5000   |   |
| 02.06.1996 |       | Chiny     | 3:0   | Japonia   | 15:5  | 15:6 | 15:4  |   |   | 45:15 | 78 min | 6000   |   |

#### 5. kolejka
- Miejsce spotkań: Petersburg

| Data       | Godz. | Drużyna 1 | Wynik | Drużyna 2 | 1     | 2     | 3     | 4    | 5    | Razem | Czas    | Widzów | * |
| ---------- | ----- | --------- | ----- | --------- | ----- | ----- | ----- | ---- | ---- | ----- | ------- | ------ | - |
| 07.06.1996 |       | Rosja     | 3:1   | Chiny     | 15:11 | 15:9  | 13:15 | 15:3 |      | 58:38 | 119 min | 3000   |   |
| 08.06.1996 |       | Chiny     | 3:2   | Japonia   | 15:13 | 13:15 | 15:6  | 7:15 | 15:5 | 65:54 | 156 min | 1500   |   |
| 09.06.1996 |       | Rosja     | 3:0   | Japonia   | 16:14 | 15:11 | 15:2  |      |      | 46:27 | 89 min  | 3500   |   |

#### 6. kolejka
- Miejsce spotkań: Tokio

| Data       | Godz. | Drużyna 1 | Wynik | Drużyna 2 | 1     | 2     | 3     | 4     | 5     | Razem | Czas    | Widzów | * |
| ---------- | ----- | --------- | ----- | --------- | ----- | ----- | ----- | ----- | ----- | ----- | ------- | ------ | - |
| 14.06.1996 |       | Rosja     | 3:2   | Chiny     | 9:15  | 15:11 | 15:5  | 10:15 | 15:13 | 64:59 | 112 min | 1200   |   |
| 15.06.1996 |       | Japonia   | 2:3   | Chiny     | 13:15 | 16:17 | 15:11 | 15:3  | 13:15 | 72:61 | 152 min | 7500   |   |
| 16.06.1996 |       | Japonia   | 1:3   | Rosja     | 6:15  | 15:6  | 14:16 | 1:15  |       | 36:52 | 114 min | 8500   |   |

## Turniej finałowy
- Miejsce turnieju:  Holandia – Ahoy, Rotterdam
- Wszystkie godziny według strefy czasowej UTC+02:00.

### Faza play-off

#### Tabela
| Lp. | Drużyna  | Pkt | Mecze | Mecze | Mecze | Sety | Sety | Sety  | Małe punkty | Małe punkty | Małe punkty |
| Lp. | Drużyna  | Pkt | M     | W     | P     | wyg. | prz. | ratio | zdob.       | str.        | ratio       |
| --- | -------- | --- | ----- | ----- | ----- | ---- | ---- | ----- | ----------- | ----------- | ----------- |
| 1   | Holandia | 8   | 4     | 4     | 0     | 12   | 2    | 6.000 | 202         | 128         | 1.578       |
| 2   | Włochy   | 7   | 4     | 3     | 1     | 9    | 6    | 1.500 | 208         | 170         | 1.224       |
| 3   | Rosja    | 6   | 4     | 2     | 2     | 8    | 8    | 1.000 | 188         | 207         | 0.908       |
| 4   | Kuba     | 5   | 4     | 1     | 3     | 6    | 9    | 0.667 | 164         | 178         | 0.921       |
| 5   | Brazylia | 5   | 4     | 1     | 3     | 5    | 9    | 0.556 | 173         | 185         | 0.935       |
| 6   | Chiny    | 5   | 4     | 1     | 3     | 3    | 9    | 0.333 | 110         | 177         | 0.621       |

Źródło: FIVB (ang.)
Zasady ustalania kolejności: 1. liczba zdobytych punktów; 2. wyższy stosunek setów; 3. wyższy stosunek małych punktów.
Punktacja: zwycięstwo – 2 pkt; porażka – 1 pkt
     Finał
     Mecz o 3. miejsce

#### Wyniki spotkań
| Data       | Godz. | Drużyna 1 | Wynik | Drużyna 2 | 1     | 2     | 3     | 4     | 5     | Razem | Czas    | Widzów | *    |
| ---------- | ----- | --------- | ----- | --------- | ----- | ----- | ----- | ----- | ----- | ----- | ------- | ------ | ---- |
| 24.06.1996 | 13:30 | Rosja     | 3:2   | Kuba      | 4:15  | 15:6  | 15:7  | 7:15  | 15:13 | 56:56 | 123 min | 500    | opis |
| 24.06.1996 | 16:00 | Włochy    | 3:1   | Brazylia  | 15:9  | 15:9  | 11:15 | 15:10 |       | 56:43 | 135 min | 600    | opis |
| 24.06.1996 | 20:00 | Chiny     | 0:3   | Holandia  | 4:15  | 7:15  | 3:15  |       |       | 14:45 | 67 min  | 2500   | opis |
|            |       |           |       |           |       |       |       |       |       |       |         |        |      |
| 25.06.1996 | 13:30 | Kuba      | 0:3   | Włochy    | 10:15 | 3:15  | 6:15  |       |       | 19:45 | 99 min  | 700    | opis |
| 25.06.1996 | 16:00 | Brazylia  | 3:0   | Chiny     | 15:5  | 15:9  | 17:15 |       |       | 47:29 | 97 min  | 250    | opis |
| 25.06.1996 | 20:00 | Holandia  | 3:0   | Rosja     | 15:9  | 15:2  | 16:14 |       |       | 46:25 | 81 min  | 3500   | opis |
|            |       |           |       |           |       |       |       |       |       |       |         |        |      |
| 27.06.1996 | 13:30 | Kuba      | 3:0   | Chiny     | 15:10 | 15:7  | 15:4  |       |       | 45:21 | 74 min  | 500    | opis |
| 27.06.1996 | 16:00 | Włochy    | 3:2   | Rosja     | 10:15 | 10:15 | 16:14 | 15:4  | 16:14 | 67:62 | 145 min | 600    | opis |
| 27.06.1996 | 20:00 | Brazylia  | 1:3   | Holandia  | 12:15 | 9:15  | 15:10 | 9:15  |       | 45:55 | 132 min | 5500   | opis |
|            |       |           |       |           |       |       |       |       |       |       |         |        |      |
| 28.06.1996 | 13:30 | Chiny     | 3:0   | Włochy    | 15:13 | 16:14 | 15:13 |       |       | 46:40 | 108 min | 1000   |      |
| 28.06.1996 | 16:00 | Rosja     | 3:0   | Brazylia  | 15:13 | 15:12 | 15:13 |       |       | 45:38 | 117 min | 1000   |      |
| 28.06.1996 | 20:00 | Holandia  | 3:1   | Kuba      | 11:15 | 15:10 | 15:8  | 15:11 |       | 56:44 | 120 min | 5500   |      |

### Mecz o 3. miejsce
| Data       | Godz. | Drużyna 1 | Wynik | Drużyna 2 | 1    | 2    | 3    | 4     | 5     | Razem | Czas    | Widzów | *    |
| ---------- | ----- | --------- | ----- | --------- | ---- | ---- | ---- | ----- | ----- | ----- | ------- | ------ | ---- |
| 29.06.1996 | 14:00 | Rosja     | 3:2   | Kuba      | 3:15 | 15:7 | 4:15 | 16:14 | 19:17 | 57:68 | 128 min | 6500   | opis |

### Finał
| Data       | Godz. | Drużyna 1 | Wynik | Drużyna 2 | 1     | 2     | 3     | 4     | 5     | Razem | Czas    | Widzów | *    |
| ---------- | ----- | --------- | ----- | --------- | ----- | ----- | ----- | ----- | ----- | ----- | ------- | ------ | ---- |
| 29.06.1996 | 17:00 | Holandia  | 3:2   | Włochy    | 17:15 | 15:12 | 10:15 | 10:15 | 22:20 | 74:77 | 158 min | 8500   | opis |

## Klasyfikacja końcowa
| Miejsce | Reprezentacja |
| ------- | ------------- |
| złoto   | Holandia      |
| srebro  | Włochy        |
| brąz    | Rosja         |
| 4       | Kuba          |
| 5       | Brazylia      |
| 6       | Chiny         |
| 7       | Argentyna     |
| 8       | Bułgaria      |
| 9       | Japonia       |
| 10      | Hiszpania     |
| 11      | Grecja        |

| ZWYCIĘZCA LIGI ŚWIATOWEJ 1996 HOLANDIA Skład zwycięzców Misha Latuhihin, Frank Denkers, Henk-Jan Held, Brecht Rodenburg, Guido Görtzen, Richard Schuil, Ronald Zoodsma, Ron Zwerver, Bas Van De Goor, Jan Posthuma, Olof Van Der Meulen, Peter Blangé, Rob Grabert, Martin Van Der Horst, Reinder Nummerdor, Mike Van De Goor, Robert Van Es, Mark Broere Trener: Joop Alberda |

## Nagrody indywidualne
| Najlepszy punktujący  | Lorenzo Bernardi          |
| Najlepszy atakujący   | Stanisław Diniejkin       |
| Najlepszy blokujący   | Ihosvany Hernández Rivera |
| Najlepszy zagrywający | Alain Roca                |